# إيحاء (اسم)
إِيْحَاء هو اسم علم مؤنث من أصل عربي، ومعناه هو لكلام إلى الشخص بكلام يخفى على غيره والكتابة إلى الشخص والإشارة إليه والأمر بالشيء والبعث والإلهام.